# Pripravki za hujšanje
Pripravki za hujšanje so izdelki, namenjeni za pomoč pri zniževanju telesne mase. Na tržišču so kot prehranska dopolnila, torej njihova učinkovitost ni preverjena s strani neodvisnih državnih organov. Obstajajo tudi zdravila za zdravljenje debelosti (zaviralci apetita, inhibitorji pankreasne lipaze), ki pa niso predmet tega teksta.
V času industrializacije se je svetovno prebivalstvo prvič srečalo z naraščanjem debelosti. Tako je ta novi pojav sprožil razmišljanja o potencialnih možnostih v spremembi prehrane za omejitev oz. zmanjšanje prevalence debelosti. Najprej so se pojavljale ideje, da je potrebno jesti kiselkasto hrano – kis, sok grenivke, sok limone, sok ananasa, zeljno juho – dandanes,  ko o debelosti lahko govorimo že kot o epidemiji, trg preplavljajo takšni in drugačni izdelki za hujšanje. Medtem ko je farmacevtska industrija še vedno nemočna glede odkritja magične formule za vitkost, se prehranska dopolnila, ki obljubljajo čudeže na področju telesne teže in s tem povezane maščobe, vsakodnevno množijo na policah različnih specializiranih in manj specializiranih trgovin.
Izrednega pomena je, da pri razmišljanju o nakupu pripravkov za hujšanje namenimo posebno pozornost  varnosti in koristi posameznih izdelkov. O učinkovitosti ni primerno govoriti, saj je ta izraz bolj povezan s kliničnimi raziskavami, ki so zakonodajno vezana na zdravila. Zato je mnogo bolje uporabiti besedo koristen. Glede na to, da so zakoni, ki urejajo prehranska dopolnila mnogo manj strogi kot tisti, ki urejajo zdravila, je sproščanje na trg bolj preprosto.

### Uporaba pripravkov za hujšanje
Vedno več posameznikov posega po prehranskih dopolnilih, ko se odločijo zmanjšati telesno težo. Bodisi je to z namenom zagotavljanja vseh potrebnih hranil, bodisi pa zgolj zaradi potencialnega učinka na izgubo telesne teže. Cilj pri načrtovanju diet za zmanjševanje telesne teže je, da ne presežemo ustreznega dnevnega vnosa hranil tako iz hrane kot tudi teh iz prehranskih dopolnil. 
Najbolj preprosti in vedno učinkoviti načini za izgubo telesne teže oz. maščobe so naslednji:
•	Hipokalorične diete (zmanjšan vnos energije)
•	Povečana fizična aktivnost (povečana poraba energije)
•	Metabolične spremembe
Kljub temu nam določena dieta ne more vedno zagotoviti ustreznega dnevnega vnosa določenega hranila in  tem primeru se poslužujemo prehranskih dopolnil z enim hranilom (npr. določen vitamin/mineral) oz. različic z več hranili (npr. pripravki z minerali in vitamini) in tako zagotovimo ravnotežje snovi v organizmu.

### Najpogostejši pripravki
Na slovenskem tržišču je moč dobiti pripravke s sledečimi sestavinami:
- hitosan
- karnitin
- hidroksicitronska kislina (HCA)
- kofein
- izvleček zelenega čaja
- Hoodia gordonii
- izvleček fižola
- korejski bor
- efedra
- šparglji
- vlaknine
- jabolčni kis
- 7-keto-DHEA
- konjugirana linolna kislina (CLA)

V splošnem lahko zgoraj naštete razdelimo v: 	
- Zaviralce prevzema ogljikovih hidratov iz hrane (t.im. Carb-blockerji, npr.izvleček fižola)
- Pospeševalce razgradnje telesnih maščob (t.im.Fat-burnerji, npr. karnitin, HCA, kofein, izleček zelenega čaja, Hoodia gordonii, jabolčni kis, 7-keto, efedrin)
- Pospeševalce metabolizma (izvleček zelenega čaja, kofein, guarana)
- Lovilce maščob iz hrane (hitosan, vlaknine)

### Delovanje in koristi

#### Izvleček zelenega čaja
O koristih pitja zelenega čaja se zadnje časa precej govori, zato ni presenečenje, da so se pojavila mnenja o njegovem učinku tudi na metabolizem. Dejstvo je, da se je zeleni čaj izkazal tudi v kliničnih raziskavah. Verjetno je ravno to vzrok, da se v vse več prehranskih dopolnilih pojavlja ravno izvleček oz. koncentrat zelenega čaja, ki obljublja hujšanje in pospešeno izgorevanje maščob.
Leta 1999 je skupina švicarskih raziskovalcev poročala, da zeleni čaj pospeši termogenezo za 4% v časovnem obdobju 24 ur. Ne smemo zanemariti, da gre tukaj za zelo kratko časovno obdobje in da je vprašljivo, ali bi zeleni čaj v človeškem telesu v nekem daljšem časovnem okvirju imel enake učinke.
Način delovanja ni natančno raziskan, vendar je bilo predlagano, da zeleni čaj pospeši termogenezo v rjavem maščobnem tkivu. Zaradi vsebnosti katehinpolifenolov naj bi vplival na simpatično sproščanje noradrenalina (NAdr). To poteka preko inhibicije katehol-O-metiltransferaze (COMT), encima, ki razgrajuje noradrenalin. Ker je zeleni čaj že v naravi v kombinaciji s kofeinom, so mnogokrat tudi prehranski dodatki v takšni obliki. To ima za posledico še inhibicijo transcelularne fosfodiesteraze, ki sicer razgradi cAMP induciran s pomočjo noradrenalina. Tako torej katehinpolifenoli skupaj s kofeinom vplivajo na termogenezo preko inhibicije različnih mehanizmov na osi noradrenalin-cAMP.
Čeprav ima zeleni čaj očitno veliko dobrih potencialov, je pri njegovi moči glede hujšanja potrebno upoštevati nekaj osnovnega računanja: naše telo porabi približno 30-40% energije za tvorbo toplote, torej termogenezo. Če je naš dnevni vnos 2000 kcal, se porabi na račun termogeneze med 600 in 800 kcal dnevno. Pospeševanje omenjenega procesa za 4% znaša torej med 24 in 32 kcal dnevno. To je zelo nizko število kcal, ki ga človek vnese že z manjšim prigrizkom, npr. z enim krekerjem. Za izgubo enega kilograma maščobe (1 g maščob ima 9,3 kcal, 1 kg torej 9300 kcal) bi bilo torej ob upoštevanji izgube 32 dodatnih kcal/dan zaradi jemanja pripravkov z izvlečki zelenega čaja potrebnih 291 dni.
Vsekakor ne gre zanemariti nekaterih drugih koristi zelenega čaja, kot je npr. antioksidativno delovanje in v primeru pitja čaja, količine tekočine, ki jo vnesemo v telo. Jemanje prehranskih dopolnil izključno zaradi želje po hujšanju verjetno ne rodi želenega efekta, vendar istočasno telo prehranimo z drugimi koristnimi snovmi.

#### Hidroksicitronska kislina (HCA)
HCA je derivat citronske kisline, ki se v največji meri nahaja v rastlini Garcinia cambogia, poleg tega pa tudi v nekaterih sorodnih rastlinah. Drevo raste v JV Aziji in njegove rastlinske dele že stoletja uporabljajo v azijski kulinariki.
HCA pridobivajo iz posušene lupine sadeža omenjene rastline, njena popularnost pa se je pričela kot prehransko dopolnilo, ki ima številne vplive na metabolizem maščob. Varnost uporabe so dokazovali v številnih kliničnih študijah in do sedaj ni bilo nikakršnih negativnih poročil  na temo.
Način delovanja naj bi vpletal inhibicijo ATP-citrat liaze, kar posledično pomeni zmanjšano transformacijo citrata v acetil-CoA, ki je osnovni gradnik v biosintezi maščobnih kislin, holesterola in trigliceridov. Poleg tega je vpleten v sintezo acetilholina v centralnem živčnem sistemu (CŽS). Zaradi inhibicije nastanka acetil-CoA je bilo predlagano tudi, da inhibira nastanek naslednje snovi v biosintezi maščobnih kislin, malonil-CoA. Slednji je »baza«, na kateri se maščobne kisline in holesterol tvorijo iz ogljikovih hidratov ter inhibitor encima karnitin aciltransferaze, ki je potreben pri oksidaciji maščob v mitohondriju. Tako zmanjšana raven malonil-CoA omogoča karnitin aciltransferazi, da transportira obstoječe maščobe v mitohondrije, kjer smo jih nato zmožni porabiti kot energijo.
Študije so v večini primerov pokazale, da ob zmanjšanem vnosu kalorij, povečanem telesnem gibanju in jemanju prehranskih dopolnil, ki vsebujejo HCA, debele oz. tolste osebe hitreje izgubljajo telesno maso, maščobno tkivo, nivo holesterola in trigliceridov v krvi pa se hitreje izboljšuje v primerjavi s tistimi, ki so imeli enak režim, vendar niso jemali pripravkov s HCA.
V obliki prehranskih dopolnil je HCA možno dobiti v obliki različnih soli (Mg, Ca, K, Na, Mg/K in Ca/K), kot najbolj učinkovita pa se je izkazala Ca/K sol HCA, saj ima najboljšo biološko uporabnost.

##### Povzetek randomizirane kontrolirane študije
Garcinia cambogia (Hidroksicitronska kislina) – potencialni pripravek za zmanjševanje telesne teže
OSNOVE
Prekomerna telesna teža postaja vse hujši problem v sodobni družbi. Da bi zmanjšali tveganje za najrazličnejše bolezni, ki jih debelost lahko povzroča, se omenjajo številne metode kot so vedenjska terapija, kirurško zdravljenje, razvoj alternativnih poti pa tudi vse bolj uporabljeni zeliščni izdelki za hujšanje.
Aktivna substanca  pridobljena iz rastline Garcinia cambogia je hidroksicitrična kislina (HCA), ki se vse bolj uporablja kot komponenta v pripravkih za hujšanje. Pridobivajo jo iz izvlečkov rastlin Garcinia cambogia in Garcinia indica, ki ju najdemo v Indiji. Že v poznih 1960-ih sta ju Watson and Lowenstein opredelila kot inhibitor encima adenozin trifosfat-citrtat-liazo. Ta dva raziskovalca in nekateri drugi so proučevali ta vpliv v različnih in vitro ter in vivo študijah na živalih. Na ta način so dokazali, da hidoksicitratna kislina ne le inhibira encimov in zmanjša nastajanje novo sintetiziranih maščobnih kislin, temveč tudi poveča sintezo glikogena v jetrih, zmanjša absorbcijo hrane ter na ta način zmanjšuje telesno težo.
Čeprav predstavlja HCA možnost novo odkrite substance za hujšanje, pa so rezultati najrazličnejših študij na ljudeh nasprotujoči teoretičnim osnovam. Kljub še ne povsem dokazani učinkovitosti, je na prodajnih policah že kar nekaj pripravkov s sledečo spojino.
NAMEN
Z namenom, da bi pojasnili ter dokazali predpostavke o delovanju HCA, je bila tudi razvita naslednja študija. 
Testirali so 2.hipotezi:
1. Pripravki G.cambogia v primerjavi s placebom signifikantno zmanjšujejo telesno težo.
2. Pripravki G.cambogia v primerjavi s placebom signifikantno zmanjšujejo celotno maščobno maso v organizmu oziroma zmanjšujejo sintezo maščobnih kislin pri ljudeh s prekomerno telesno težo.
ŠTUDIJA IN UDELEŽENCI
Oglas za prijavo na študijo so poslali na najrazličnejše časopise v New Yorku, preko telefonskih pogovorov pa so izbrali prostovoljce, ki bi bili najbolj primerni za raziskavo. Slednji so se morali s podpisom strinjati s smernicami študije ter tudi z njihovimi pravicami in dolžnostmi.
Študija je bila 12-tednov trajajoča randomizirana, dvojno slepa, placebo-kotroliorana.
Udeleženci so bili zdravi prostovoljci s prekomerno telesno težo, starosti med 18-65 leti, imeli pa so indeks telesne teže več kot 27kh/m2 do skoraj 38 kg/m2. Izločili so vse tiste, ki so bili bolni ali so tekom študije jemali določena zdravila, nosečnice, tiste, ki so že bili na dieti ali so imeli težave z alkoholom ali kakšno drugo drogo. V študiji pa niso smeli sodelovati tudi tisti, ki so bili alergični na katerokoli komponento pripravka. Telesno težo in višino so merili z digitalnimi aparati. Celotno maščobno maso pa so izmerili s pomočjo posebnega meilnika t. i. A pencil-beam dual-energy x-ray absorptiometry (DXA) scanner.
POTEK ŠTUDIJE
180 prostovoljcev je bilo razdeljenih v 2 skupini. 135 od njih je dobilo bodisi placebo bodisi aktivno komponento, 45 pa ni uspešno zaključilo študije. 69 ( BMI, 31.9 kg/m2) jih je bilo del skupine, kjer so preizkušali placebo učinek, preostalih 66 (BMI, 31.3) pa učinek G.cambogia ekstrakta. Po 12 tednih je uspešno zaključilo 42 oseb iz vsake skupine. Med njimi ter med tistimi, ki so se umaknili raziskavi ni bilo signifikatnih razlik v starosti, telesni teži ali BMI.
1.skupna je dobila dve 500 mg obliki G.cambogia(vseboval je  50% HCA)-v obliki ekstrakta 3krat na dan, in sicer 30 minut pred obrokom. Dnevni vnos ekstrakta je torej znašal 3000 mg, HCA pa 1500 mg.
2.skupini so dali placebo.Ti so sledili protokolu enako, kot tisti ki so dobili zdravilno spojino.
Osebe so tekom študije imele 3 obroke ter se vsakih 14 dni oglasile na centru, kjer so študijo izvajali. Telesno težo so izmerili vedno ob obisku, torej na vsakih 14dni, medtem ko so maščobe v telesu merili vsak teden torej od 0-12.
REZULTATI
Analiza 1.hipoteze – izguba telesne teže
1.analiza: Pri obeh skupinah so opazili zmanjšanje telesne teže, vendar pa rezultati niso pokazali signifikatnih razlik v zmanjšanju telesne teže pri tistih, ki so dobili zgolj placebo ter tistimi, ki so dobili ekstrakt.
2.analiza: V nobenem primeru niso rezultati pokazali večje učinkovitost HCA od placeba.
Analiza 2.hipoteze – izguba maščob iz telesa
1.analiza in 2.analiza: Na podlagi dobljenih rezultatov študije nobena analiza ni pokazala signifikatno večjega učinka HCA pri zmanjševanju nastajanja maščobnih kislin v primerjavi s placebom.
ZAKLJUČEK
Garcinia cambogia ni dala pričakovanih rezultatov. Sicer je prišlo do zmanjšanja telesne teže in zmanjšanju maščob v telesu, vendar pa ni bilo signifikatnih razlih med palcebo skupino in med tistimi, ki so dobili aktivno komponento. Potrebne so nadaljnje študije, da bi zanesljivo lahko poročali o učinku G. cambogia na zmanjševanje telesne teže.

#### Karnitin
Karnitin je telesu lastna snov, ki nastaja iz dveh aminokislin, in sicer lizina ter metionina. Biološko aktiven je L-karnitin, medtem ko je D-karnitin nekativen. Sodeluje pri oksidaciji maščob v mitohondriju na tak način, da transportira maščobne kisline iz citosola v mitohondrij. Zaradi tega se pojavlja v številnih prehranskih dopolnilih, bodisi sam bodisi v kombinaciji z drugimi snovmi, najpogosteje z aminokislinami oz. kratkoverižnimi peptidi in kofeinom.
Pri tem se je potrebno vprašati, ali je sploh smiselno jemati prehranske dodatke snovi, ki jo praktično najdemo v izobilju v hrani, ki jo jemo vsak dan.
Spodnja tabela prikazuje vsebnost karnitina v nekaterih živilih:
| Živilo            | Količina karnitina (mg/100 g) |
| Goveje meso       | 95                            |
| Svinjsko meso     | 27,7                          |
| Slanina           | 23,3                          |
| Polenovka         | 5,6                           |
| Piščančja prsa    | 3,9                           |
| Sladoled          | 3,7                           |
| Polnomastno mleko | 3,3                           |
| Skuta             | 1,1                           |
| Polnozrnati kruh  | 0,15                          |

Znanstveni dokazi, ki bi potrdili uspešnost dodatnega jemanja karnitina z namenom hujšanja so različni, sploh pa se pri enkratnem odmerku 2 g nasitijo mehanizmi za absorpcijo omenjene snovi. Sicer pa so nekatere študije pokazale, da 3 do 4g  karnitina na dan zniža raven trigliceridov in holesterola, obenem pa zviša HDL. 2 g dnevno pa izboljšuje stanje in niža pogostnost napadov pri angini pektoris.

#### Hoodia gordonii
Hoodia Gordonii je sukulenta ali sočnica (kaktusu podobna rastlina), ki izvira iz Kalaharijske puščave južne Afrike. Hoodia gordonii se je v zadnjem desetletju povzdignila od skoraj pozabljene mesnate bodičaste puščavske rastline do komercialno pomembnega zeliščnega sredstva za zaviranje apetita. Rastlino tradicionalno že nekaj stoletij uporabljajo »San Bushmani« (plemena južne Afrike) za zaviranje apetita in žeje na dolgih lovskih pohodih.
Steroidni glikozid p57 izoliran iz Hoodie gordonii je najverjetneje odgovoren za anorektično delovanje te rastline. Anorektično delovanje oziroma zmanjšan vnos hrane zaradi jemanja izoliranega steroidnega glikozida p57 so dokazali na študiji z glodalci.
Predlagan mehanizem delovanja p57 kot zaviralca apetita je povezan s povečanjem količine/produkcije ATPja v hipotalamusu. Povečana količina ATPja bi lahko bila signal za sitost, saj centra za sitost in lakoto ležita v hipotalamusu.  Intracerebroventrikularna (i.c.v.) injiciranja p57 v tretji ventrikel podgan so rezultirala v zmanjšanem vnosu hrane in  povečani količini ATPja v hipotalamusu. Moramo se zavedati, da je bila zgoraj navedena študija izvedena na podganah, katerih anatomija in fiziologija se razlikuje od človeške. Poleg tega pa i.c.v. aplikacija ni primerljiva s peroralno, ki je najpogostejša (možna je tudi transdermalna) pri uporabi prehranskih dopolnil s Hoodio gordonii. Torej na podlagi zgornje študije ne moremo trditi, da peroralni pripravki pri ljudeh zavirajo apetit.
Potrebno je omeniti, da na ljudeh ni evidentirane nobene študije, ki bi dokazala učinkovitost ekstrakta ali izolirane komponente p57. Phytopharm, ki ima tudi ekskluzivno pravico do patenta, je izvedel študijo na 18 odraslih, ki je rezultirala v zmanjšanem vnosu hrane. Vendar pa ta študija ni bila objavljena zato ni možno oceniti njene kvalitete.
Za vrste iz roda Hoodia so značilne majhne in na široko razpršene populacije – zaradi tega so občutljive na preveliko izrabljanje. Posledica tega pa je ogromno število (okoli 80%) ponarejenih dopolnil.
Razlog za odsotnost kliničnih študij je lahko tudi visoka cena samih študij in pa dejstvo, da naravni materiali iz rastlin niso patentibilni (patentiran je namen uporabe Hoodie gordonii v obliki prehranskega doplonila za hujšanje).

#### Korejski bor
PinnoThin™ je s patentom zaščitena naravna snov, ki je pridobljena iz pinjol korejskega bora (Pinus koraiensis) ter deluje kot zaviralec apetita, upočasni praznjenje želodca in veča občutek sitosti. PinnoThin™ je dobitnik prve nagrade za najboljšo sestavino za hujšanje v letu 2007, ki je bila podeljena na Prvi mednarodni konferenci za hujšanje v Berlinu. Na PinnoThin-u™ so bile opravljene randomizirane, dvojno slepe in navzkrižne študije, ki so potrdile učinek.
Kontroliran vnos hrane z zaviranjem apetita potencialno predstavlja enega glavnih pristopov v preventivi debelosti. Holecistokinin (CCK) je sitostni hormon, ki je vpleten v nadzor apetita in lakote. Eksperimenti so pokazali, da polinenasičene maščobne kilsine pridobljene iz pinjol korejskega bora inducirajo sproščanje velikih količin holecistokinina iz STC-1 enteroendokrinih celic.
Z eno izmed študij so želeli preiskovati učinke PinnoThina™  na občutek apetita in na sproščanje sitostnih hormonov pri ljudeh. Rezultati študije so pokazali, da PinnoThin™  inducira sproščanje holecistokinina (CCK) po tridesetih minutah in sproščanje glukagonu podobnega peptida-1 (GLP-1) po šestdesetih minutah. Po štirih urah po zaužitju prehranskega dopolnila je celotna količina CCK in GLP-1 v plazmi za 60% in za 25% večja kot v primerjavi s placebom. PinnoThin™  ima predvsem po tridesetih minutah vpliv na občutenje apetita, in sicer se zmanjša želja po hrani za 29% v primerjavi s placebom. 

#### Šparglji in 7-keto-DHEA (7-okso-DHEA)
Beluši oz. šparglji (Asparagus officinalis)  imajo svoje mesto v etnofarmakologiji, saj je že od nekdaj znan njihov diuretičen učinek. Uporabljata se predvsem korenika in korenina, in sicer za zdravljenje infekcij urinarnega trakta. Učinek na zmanjševanje telesne teže si lahko razlagamo z diuretičnim učinkom, in sicer naj bi kalijeve soli in eterična olja stimulirala delovanje ledvic in tako povečala odvajanje vode. Visoka vsebnost balastnih snovi pa spodbuja presnovo in delovanje debelega črevesja.
Učinkovitost beluši na zmanjševanje telesne teže je vprašljiva, saj v trenutni bazi podatkov z znanstvenimi članki (Science Direct ) ni objavljenih študij, ki dokazujejo učinek zmanjševanja telesne teže ob uporabi Asparagus officinalis. Obstajajo pa dokazi sinergističnega delovanja v pripravku (7-Keto Naturalean™), ki kot glavno učinkovino vsebuje 7-okso-DHEA (3-acetil-7-okso-dehidroepiandrosteron),  beluši pa so prisotne v obliki ekstrakta korenine. Izvedena študija na zdravih odraslih, katere rezultati so dokazali, da jemanje 7-Keto Naturaleana™ v kombinaciji z vadbo in dieto signifikantno zniža telesno težo v primerjavi s kombinacijo le vadbe in diete. 

7-okso-DHEA je metabolit DHEA, ki je steroid suprarenalke. V študijah na glodalcih so dokazali učinkovitost DHEA na povečanje termogeneze in preprečevanje debelosti. Po drugi strani nekatere študije na opicah, ki so bile izvedene le za preverjanje možne toksičnosti ali stranskih učinkov, niso uspele dokazati učinkovitosti 7-keto-DHEA na povečano zmanjšanje telesne teže - potrebno je omeniti, da so bile te študije izvedene le za preverjanje možne toksičnosti ali stranskih učinkov. Prednost 7-keto-DHEA pred DHEA je ta, da nima androgene aktivnosti in se ne pretvori v estrogene pa tudi učinek naj bi bil po nekaterih študijah večji.
7-Keto-DHEA vpliva na izgubo telesne maščobe in možnih je več mehanizmov delovanja: 
- potenciranje delovanja ščitničnih hormonov in zvečanje koncentracije trijodtironina (poveča se bazalni metabolizem)
- povečanje vsebnosti termogenetskih encimov v jetrih
- indukcija tvorbe jetrnih peroksisomov, ki oksidirajo maščobne kisline.

#### Citrus aurantium (pomarančevec)
Ekstrakti Citrus aurantium se tržijo kot varna alternativa efedri, čeprav lahko potencialno tudi C. aurantium povzroča neželene učinke. Efedro (Ephedra sinica) so umaknili s tržišča zaradi resnih neželenih učinkov kot so kapi, srčni infarkti, hipertenzija... Predvsem na ameriškem tržišču so se pojavili »Efedra-free« (efedre prosti) izdelki za hujšanje, ki večinoma vsebujejo C. aurantium. 
Aktivni komponenti v C. aurantium sta sinefrin in oktopamin, ki sta strukturno podobna endogenim nevrotransmiterjem (sinefrin adrenalinu; oktopamin noradrenalinu) in efedrinu.
Sinefrin, oktopamin in efedrin delujejo kot simpatomimetiki, vendar pa sta sinefrin in oktopamin selektivna agonista alfa in beta-3 adrenergičnih receptorjev, efedrin pa agonist vseh treh tipov (1, 2, 3) beta receptorjev. Beta-1 in beta-2 receptorji naj bi bili odgovorni za regulacijo srčne in pljučne funkcije, medtem ko naj bi aktivacija beta-3 receptorjev vplivala na »kurjenje maščob« oz. lipolizo in termogenezo. Tako naj bi imel neželene učinke na srce le efedrin.
Ker pa imajo alfa in beta adrenergične učinkovine dokumentirano delovanje na kardiovaskularni sistem, bi pri jemanju C. aurantium pričakovali potencialne hemodinamske učinke. Sam sinefrin (ne pa ekstrakt) zviša krvni pritisk pri ljudeh. Pri eksperimentih, kjer so uporabili ekstrakt C. aurantium ni bilo signifikantnega zvišanja krvnega pritiska v šestih tednih jemanja. Na področju hemodinamskih učinkov je še vedno premalo relevantnih podatkov, da bi lahko govorili o nekih definitivnih zaključkih.
Obstaja le malo dokazov, ki govorijo v prid uporabi C. aurantium za namene zmanjševanja telesne teže, in sicer je relevantna le ena študija, kjer so testirali kombinacijo ekstrakta C. aurantium, kofeina in šentjanževke (Hypericum perforatum). Ker gre za kombiniran pripravek, učinke na zmanjšanje telesne teže težko pripišemo C. aurantium. Odmerek šentjanževke je ravno pravšenj, da dosežemo terapevtske doze hipericina za dosego antidepresivnega učinka. Šentjanževka sicer klinično dokazano ne zmanjšuje telesne teže, je pa depresija dobra predispozicija za prekomerno prehranjevanje. Kofein povečuje obseg termogeneze in tako deluje sinergistično z drugimi simpatomimetiki. 
Agonisti beta-3 adrenergičnih receptorjev (kamor štejemo tudi sinefrin in oktopamin) imajo lipolitične učinke na maščobne celice podgan, hrčkov in psov, vendar pa je ta učinek precej manjši v maščobnih celicah ljudi. Edino izredno visoke koncentracije sinefrina (0,1-1-mM) signifikantno stimulirajo lipolizo v maščobnih celicah ljudi. Lahko rečemo, da ni dokazov za lipolitično delovanje takšnih količin sinefrina in oktopamina, ki so prisotne v prehranskih dopolnilih.
Zaenkrat še niso evidentirali neželenih stranskih učinkov prehranskih dopolnil z ekstraktom iz C. aurantium, čeprav je bilo nekaj primerov, za katere pa so kasneje ugotovili, da je bila v igri uporaba kombinacije neustreznih učinkovin oz. zloraba tablet s sinefrinom. 
C. aurantium, grenivka (C. paradisi) in pomelo (C. maximi) vsebujejo flavonoide, ki vplivajo na metabolizem zdravil  –  6', 7'–dihidroksibergamotin inhibira citokrom P450 (izoencim CYP3A4), ki metabolizira več kot četrtino vseh učinkovin in tako se zaradi inhibicije citokroma povečajo krvne koncentracije številnih učinkovin (najbolj znan primer je grenivkin sok). C.aurantium (ne pa tudi grenivka in pomelo) vsebuje poleg 6', 7'–dihidroksibergamotina še bergapten (furokumarin, ki tudi inhibira CYP3A4) zato je najverjetneje učinek še večji.
Zanimivo je, da se posušena lupina nezrelega sadeža uporablja kot stimulator apetita in izločanja želodčnega soka, kar je v nasprotju z današnjim trženjem rastline. Argument za C.aurantium bi lahko bila tradicionalna uporaba v kitajski medicini, vendar se moramo zavedati, da se C. aurantium tradicionalno ni uporabljal za hujšanje, ampak kot ekspektorans in za izboljšanje prebave v kratkih časovnih obdobjih.

#### Hitosan
Hitosan je biokompatibilen in biorazgradljiv kationski polimer, ki ga pridobivajo z delnim deacetiliranjem iz polisaharida hitina. Hitin najdemo v oklepih rakov in lupinarjev, pa tudi pri nekaterih insektih in gobah.

Glavni princip delovanja na zniževanje telesne teže je zmanjšanje absorpcije maščobe iz hrane zaradi vezave le te na hitosan. Maščoba se tako izloči v fecesu.
Hitosan zmanjša absorpcijo lipidov in lipidotopnih vitaminov in mineralov, tako da v prebavnem traktu tvori gel, ki veže lipide in ostala hranila. Z "in vivo" poskusi na podganah ter v študijah na ljudeh so ugotovili, da vsakodnevno peroralno jemanje hitosana zniža nivo plazemskega holesterola in trigliceridov ter poveča izločanje žolčnih kislin in maščob z blatom. V nasprotju s temi študijami pa v drugih raziskavah signifikantnega vpliva hitosana niso potrdili. Najbolj primerna metoda za določitev učinkovitosti hitosana je merjenje količine izločene maščobe v blatu, saj se vsa maščoba, ki se ne absorbira, izloči z blatom. Kar tri študije niso dale klinično signifikantnega učinka na količino izločene maščobe v blatu.

Hitosan pa je učinkovit v kombinaciji z inhibitorjem gastrointestinalne lipaze (na primer: orlistat), pri katerem se pojavi kot neželen učinek analni oljni izcedek, ki ga preprečimo ali odpravimo s hitosanom, saj ima le ta sposobnost vezave maščob.

V raziskavah na podganah so ugotovili tudi negative posledice uporabe hitosana. Povzroči lahko pomanjkanje lipidotopnih vitaminov v plazmi, zaostajanje v rasti, zmanjšanje mineralne gostote kosti, kar lahko ob hkratni zmanjšani absorpciji kalcija in vitamina D iz prebavil vodi do osteoporoze ter spremembe normalne črevesne flore, kar lahko povzroči razrast odpornih patogenov.

#### Konjugirana linolna kislina (CLA)
Konjugirano linolno kislino najdemo v naši vsakdanji prehrani, in sicer največ v mlečnih in mesnih izdelkih ter ribah. Leta 1995 so prvič poročali o reduciranju maščobnega tkiva s pomočjo CLA pri živalih in to je pritegnilo veliko pozornosti. CLA naj bi povečala pusto maso na račun maščobnega tkiva, tako da o opazni izgubi telesne teže ne bi mogli govoriti. Raziskovanja okoli novega odkritja so se kar vrstila in bilo je potrjeno, da je za tako aktivnost odgovoren izomer trans-10, cis-12.
Okoli mehanizma delovanja je še vedno veliko nejasnosti, kljub temu pa so bili predlagane številne ideje. 1) Prva vpleta povečano potrošnjo energije na račun večje porabe kisika , 2) druga namiguje, da CLA zmanjšuje maščobno tkivo z zmanjšanjem velikosti in števila adipocitov. Le-to lahko doseže z a) inhibicijo lipoprotein lipaze v adipocitih, b) z inhibicijo stearoil-CoA desaturaze, c) s pospeševanjem apoptoze celic, iz katerih se razvijejo adipociti in pospeševanjem apoptoze samih adipocitov ter d) z modulacijo lipolize. 3) Nadalje naj bi CLA reducirala maščobo preko moduliranja adipokinov in citokinov, in sicer z zniževanjem ekspresije in sekrecije leptina. Zelo verjetno je tudi, da je leptin znižan zaradi zmanjšanega odstotka maščobnega tkiva, vendar je ta ideja še vedno vprašljiva ravno zaradi pomanjkanja posledic znižanega leptina, ki se kaže kot stanje povečanega apetita. 4) Nazadnje naj bi CLA promovirala beta-oksidacijo v skeletnih mišicah, vendar je druga skupina raziskovalcev predlagala celo nasprotno – CLA naj bi znižala beta-oksidacijo, saj naj bi povečevala raven malonil-CoA. Slednje so delno ovrgli, saj je do povečanja prišlo le v jetrih in ne v skeletnih mišicah.
Žal pa so študije na človeku pokazale drugačne rezultate , kot tiste na živalih. To lahko pripišemo drugačnemu režimu prehranjevanja, saj so živali hranili preveč (pozitivna energijska bilanca), ljudje pa so bili na nizkokalorični dieti (negativna energijska bilanca). Poleg tega je fiziološko gledano človek mnogo bolj kompliciran in živalski modeli niso direktno prenosljivi na človeško vrsto.
Kljub vsem morebitnim koristim, pa so poročali tudi o stranskih učinkih. Znanstveniki so v skrbeh predvsem glede lipodistrofije, zamaščenja jeter, glukozne intolerance in oksidativnega stresa. Za natančnejšo opredelitev varnost CLA so potrebne še številne študije, vendar je dokazano, da so zdrave poskusne osebe dozo 3-6 g dnevno dobro prenašale, zato je označena kot varna. Previdnost pa je potrebna tudi pri dolgotrajni uporabi, saj le-ta znižuje koncentracijo HDL, natrija, hemoglobina in hematokrita; zvišuje pa alkalno fosfatazo, C-reaktivni protein, interlevkin-6 in levkocite.